# Pixlr
Pixlr är en grupp fria programvaror som även inkluderar ett gratis bildredigeringsprogram till dator och mobiltelefon. Pixlr består av två delar, Pixlr Editor (senare omdöpt till Pixlr E) och Pixlr Express. På dator kan Pixlr användas i webbläsare eller via ett installationsprogram direkt på datorn, och till mobiltelefon kan en app laddas ner för operativsystemen Android och IOS

## Historik
Pixlr grundades 2008 av svensken Ola Sevandersson. År 2011 köptes programsviten upp av det amerikanska programvaruföretaget Autodesk, som döpte om den till Autodesk Pixlr. Den 24 april 2017 överläts programsviten till 123RF, en bildbyrå med huvudkontor i Selangor, Malaysia.